# Lituanie aux Jeux olympiques de la jeunesse d'hiver de 2012
La Lituanie a participé aux Jeux olympiques de la jeunesse d'hiver de 2012 à Innsbruck en Autriche du 13 au 22 janvier 2012. La Lituanie était représentée par 6 athlètes dans trois sports.
Agnė Sereikaitė avait remporté une place en patinage de vitesse sur piste courte mais n'a finalement pas participé aux Jeux.

## Résultats

### Ski alpin
La Lituanie a qualifié un homme et une femme en ski alpin.
Hommes
| Athlète        | Épreuve      | Finale        | Finale   | Finale        | Finale |
| Athlète        | Épreuve      | Manche 1      | Manche 2 | Total         | Rang   |
| -------------- | ------------ | ------------- | -------- | ------------- | ------ |
| Rokas Zaveckas | Slalom       | 46 s 05       | 43 s 24  | 1 min 29 s 29 | 24     |
| Rokas Zaveckas | Slalom géant | 1 min 03 s 30 | 59 s 96  | 2 min 03 s 26 | 29     |
| Rokas Zaveckas | Super-G      |               |          | 1 min 12 s 29 | 35     |
| Rokas Zaveckas | Combiné      | 1 min 10 s 40 | 42 s 08  | 1 min 52 s 48 | 28     |

Femmes
| Athlète            | Épreuve      | Finale           | Finale          | Finale           | Finale           |
| Athlète            | Épreuve      | Manche 1         | Manche 2        | Total            | Rang             |
| ------------------ | ------------ | ---------------- | --------------- | ---------------- | ---------------- |
| Laura Pamerneckytė | Slalom       | N'a pas terminée | N'a pas débutée | N'a pas terminée | N'a pas terminée |
| Laura Pamerneckytė | Slalom géant | 1 min 08 s 12    | 1 min 09 s 30   | 2 min 17 s 42    | 36               |

### Biathlon
La Lituanie a qualifié un homme et une femme en biathlon.
Hommes
| Athlète                | Épreuve   | Finale        | Finale  | Finale |
| Athlète                | Épreuve   | Temps         | Manqués | Rang   |
| ---------------------- | --------- | ------------- | ------- | ------ |
| Arnoldas Mikelkevičius | Sprint    | 24 min 02 s 1 | 5       | 46     |
| Arnoldas Mikelkevičius | Poursuite | 39 min 42 s 0 | 10      | 47     |

Femmes
| Athlète               | Épreuve   | Finale        | Finale  | Finale |
| Athlète               | Épreuve   | Temps         | Manqués | Rang   |
| --------------------- | --------- | ------------- | ------- | ------ |
| Gaudvilė Nalivaikaitė | Sprint    | 22 min 40 s 7 | 5       | 44     |
| Gaudvilė Nalivaikaitė | Poursuite | 38 min 05 s 4 | 5       | 43     |

Mixte
| Athlète                                                                           | Épreuve                           | Finale            | Finale  | Finale |
| Athlète                                                                           | Épreuve                           | Temps             | Manqués | Rang   |
| --------------------------------------------------------------------------------- | --------------------------------- | ----------------- | ------- | ------ |
| Gaudvile Nalivaikaite Kristina Kazlauskaitė Arnoldas Mikelkevicius Jaunius Drusys | Relais mixte ski de fond/biathlon | 1 h 14 min 57 s 8 | 3+9     | 22     |

### Ski de fond
La Lituanie a qualifié un homme et une femme en ski de fond.
Hommes
| Athlète        | Épreuve      | Finale        | Finale |
| Athlète        | Épreuve      | Temps         | Rang   |
| -------------- | ------------ | ------------- | ------ |
| Jaunius Drusys | 10 km hommes | 33 min 46 s 3 | 33     |

Femmes
| Athlète               | Épreuve     | Finale        | Finale |
| Athlète               | Épreuve     | Temps         | Rang   |
| --------------------- | ----------- | ------------- | ------ |
| Kristina Kazlauskaitė | 5 km femmes | 17 min 29 s 1 | 29     |

Sprint
| Athlète               | Épreuve       | Qualification | Qualification | Quart de finale | Quart de finale | Demi-finale   | Demi-finale   | Finale        | Finale        |
| Athlète               | Épreuve       | Total         | Rang          | Total           | Rang            | Total         | Rang          | Total         | Rang          |
| --------------------- | ------------- | ------------- | ------------- | --------------- | --------------- | ------------- | ------------- | ------------- | ------------- |
| Jaunius Drusys        | Sprint hommes | 1 min 54 s 24 | 36            | Non qualifié    | Non qualifié    | Non qualifié  | Non qualifié  | Non qualifié  | Non qualifié  |
| Kristina Kazlauskaitė | Sprint femmes | 2 min 08 s 43 | 26 Q          | 2 min 09 s 1    | 4               | Non qualifiée | Non qualifiée | Non qualifiée | Non qualifiée |

Mixte
| Athlète                                                                           | Épreuve                           | Finale            | Finale  | Finale |
| Athlète                                                                           | Épreuve                           | Temps             | Manqués | Rang   |
| --------------------------------------------------------------------------------- | --------------------------------- | ----------------- | ------- | ------ |
| Gaudvile Nalivaikaite Kristina Kazlauskaitė Arnoldas Mikelkevicius Jaunius Drusys | Relais mixte ski de fond/biathlon | 1 h 14 min 57 s 8 | 3+9     | 22     |